# Eleron Airlines
Элерон (ООО «Авиационная компания «Элерон»; англ. LLC Aviation Company Eleron; укр. Єлерон (авіакомпанія)) — украинская авиакомпания, базирующаяся в аэропорту «Ровно». Специализируется на грузовых перевозках.

## История
Компания основана в 2013 году. Перелеты совершает с 2017 года.
Осенью 2019 года совместно с логистической компанией «Новая Почта» запустила ежедневные почтовые рейсы между крупными городами Украины, географию которых планируется расширять.
В начале 2020 года компания совместно с Международным аэропортом «Львов» имени Даниила Галицкого и «Укрпочтой» запустила регулярные международные авиаперевозки грузов. Первым рейсом, запущенным в марте, стали перелеты по маршруту Львов—Рига — Львов. В апреле запущена перевозка по маршрутам Киев — Стокгольм Киев и Львов Стокгольм Львов — Львов. В мае открыты регулярные рейсы по маршрутам Львов-Нюрнберг и Львов-Тель-Авив. Также планируется осуществление регулярных грузовых рейсов в Польши, Чехию, Финляндию, Бельгию, Грузию, Азербайджан.

## Флот
- Ан-26
- Ан-26B[9]

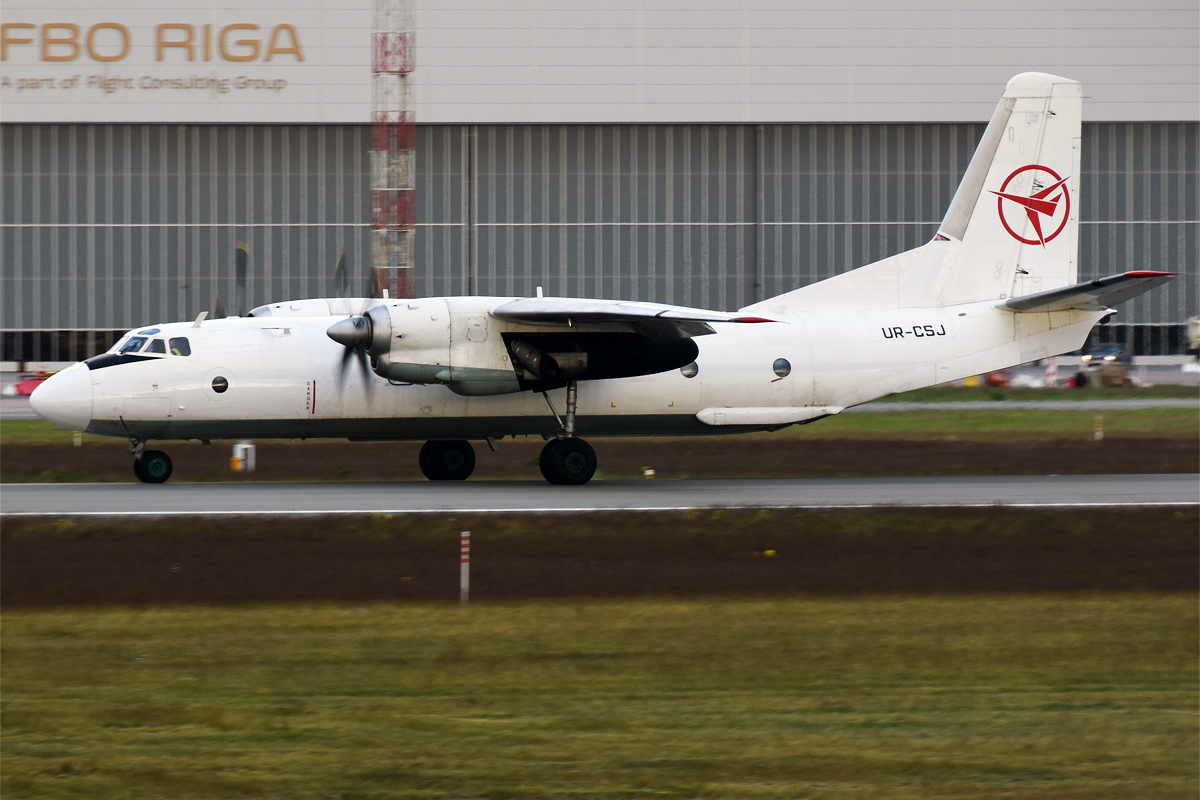
Eleron Airlines Ан-26 в аэропорту Риги

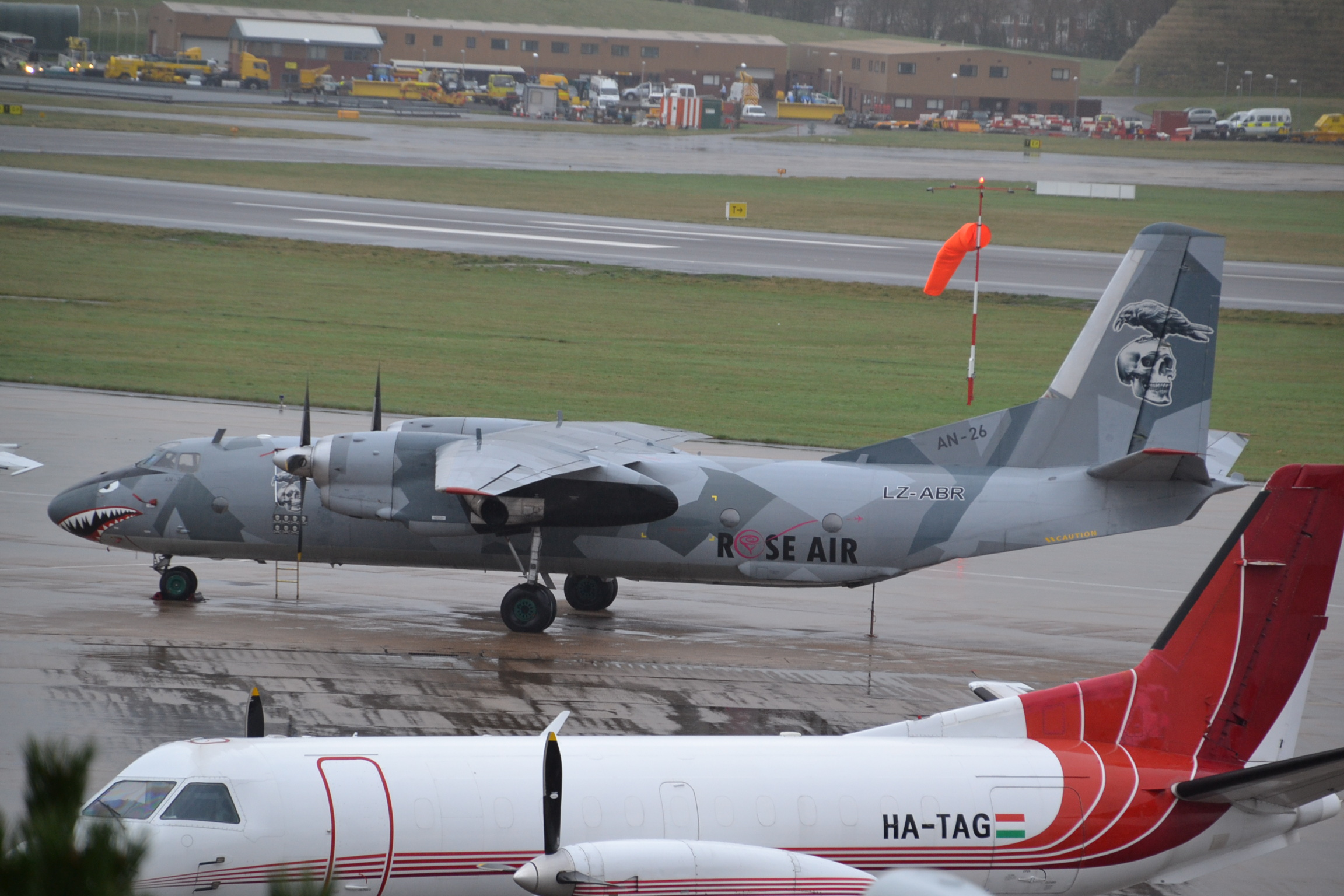
Ан-26B в ливрее акулы.

Ан-26B с регистрационным номером «UR-CSK» и прозвищем «Killa» имеет особую ливрею и был задействован в съемках фильма «Неудержимые».